# Global System for Mobile Communications
Cet article concerne la norme GSM. Pour l'appareil électronique homonyme, voir téléphone mobile.
Pour les articles homonymes, voir GSM.
Global System for Mobile Communications (GSM) (historiquement « Groupe spécial mobile ») est une norme numérique de téléphonie mobile de seconde génération (2G). Le groupe de travail chargé d'établir cette norme a été créé en 1982 par la Conférence européenne des administrations des postes et télécommunications (CEPT). Le GSM est un prédécesseur des normes de communication 3G.

Ce logo GSM est utilisé pour identifier les terminaux et équipements compatibles.

Elle a été inventée et mise au point par l'Institut européen des normes de télécommunications (ETSI) pour la gamme de fréquences de 900 MHz.
Une variante appelée Digital Communication System (DCS) utilise la gamme de fréquences de 1 800 MHz.
Cette norme est particulièrement utilisée en Europe, en Afrique, au Moyen-Orient et en Asie. Deux autres variantes, en 850 MHz et en 1 900 MHz PCS (personal communications services), sont également utilisées. La protection des informations est assurée par les algorithmes de chiffrement A5/1 et A5/2, puis A5/3.
Tel qu'il a été conçu, le réseau GSM convient parfaitement aux communications « vocales » (téléphonie). Le réseau étant de type à Sélection de Circuits, les circuits ne sont alloués que pour la durée de la conversation, comme lors de l'utilisation de lignes téléphoniques fixes. Les clients peuvent soit acheter une carte prépayée, soit souscrire un abonnement.
Sous l'égide de l'organisation 3GPP, la norme GSM a ensuite été enrichie afin de faire circuler des débits plus importants et des informations en mode  « Paquet » par les extensions GPRS (General Packet Radio Services) puis EDGE (Enhanced Data rates for GSM Evolution). Ces deux modes peuvent cohabiter avec le mode « vocal » du GSM et utilisent les mêmes antennes et les mêmes bandes de fréquence.

## Histoire

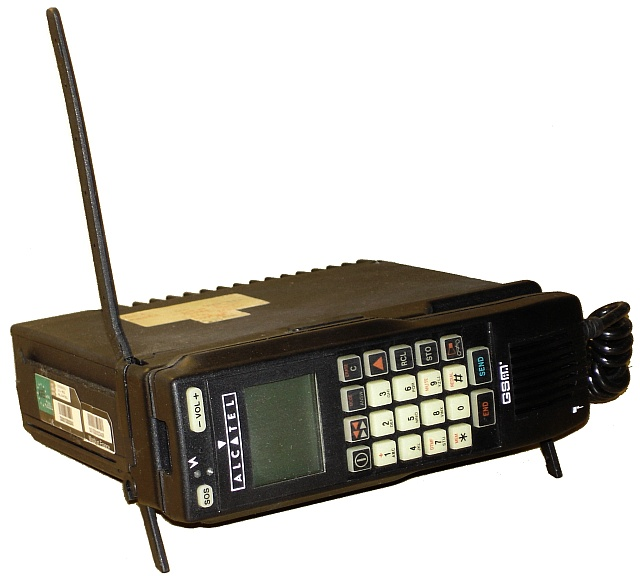
Premier téléphone GSM français en 1992.

Le concept de réseau cellulaire tient son origine des réseaux de première génération mis en service au début des années 1980. Plusieurs pays développent à leur tour des réseaux exploitant leurs propres systèmes dits analogiques (les conversations sont transmises en clair), fonctionnant sur des bandes de fréquences souvent différentes d'un État à un autre. Les réseaux sont organisés au mieux, selon des zones (des cellules) de tailles variables correspondant grosso modo à des cercles de 30 à 50 kilomètres de rayon, jointifs ou pas, au centre de chacun desquels est installée une antenne-relais. Selon la topographie, il est possible que certaines cellules couvrent une même portion de territoire. Quand un abonné au service met en marche son terminal (téléphone mobile le plus souvent embarqué), celui-ci effectue automatiquement par balayage radio, la recherche d'une station de base (BTS). Si plusieurs stations de base sont trouvées, la connexion au réseau du terminal embarqué se fait avec la station proposant la meilleure qualité de signaux nécessaires à la communication. On dit alors que le terminal est reconnu et inscrit au réseau, qu'il est configuré en « mode-veille ». Il peut désormais recevoir les appels qui lui sont destinés comme en émettre via cette station de base. Cette connexion demeure active, tant que les signaux restent d'un niveau convenable. Chaque station de base dispose d'un certain nombre de canaux différents bidirectionnels (ou full duplex) affectés de manière dynamique (en fonction des besoins) aux terminaux inscrits. Si en cours de communication le terminal vient à quitter la cellule en perdant la liaison avec la station à laquelle il est relié, la conversation est peu à peu dégradée, voire subitement interrompue, même s'il vient à se trouver dans une autre cellule du même réseau où le terminal cherche immédiatement à se réinscrire. Cet inconvénient oblige souvent les utilisateurs à arrêter leur véhicule pour garder (quand ils le peuvent) ou retrouver une bonne qualité de communication. Longtemps inconnue, la technique du transfert intercellulaire (possibilité de maintenir une communication sans limite d'espace à l'intérieur des frontières nationales) reste à définir et à développer. Malgré le coût élevé de l’installation des terminaux et quelques défauts, les différents systèmes connaissent un succès certain débouchant vers un engorgement des ressources. La capacité de chaque station de base limitée en connexions en veille en plus des communications simultanées rend obligatoire une amélioration de quelques systèmes via l'allocation d'une bande de fréquence de service, permettant d'augmenter le nombre d'abonnés jusqu'à un certain stade, dans l'hypothèse où ceux-ci ne téléphonent pas tous en même temps. Les systèmes de téléphonie mobile en sont encore à leurs balbutiements. Les antennes-relais des BTS nécessitent alors des puissances assez importantes pour desservir les terminaux mobiles de 2 ou 10 watts aux poids différents selon qu'ils équipent de rares piétons ou des automobilistes. Afin d'éviter les interférences, les cercles de couverture adjacents ne peuvent pas réutiliser les mêmes fréquences réduisant ainsi le spectre fréquentiel disponible dans chaque cellule.
En 1987, les choix techniques concernant l'utilisation des télécommunications mobiles de 2e génération sont fixés par le GSM (Groupe pour un Service Mobile) de l'ETSI. Ainsi la transmission numérique (cryptée) et non plus analogique, le chiffrement des informations et le multiplexage temporel des canaux radios sont utilisés.
En 1988, Ericsson développe son premier système GSM pour l'entreprise Vodafone[réf. nécessaire].
En 1991, une première communication expérimentale est faite par le groupe GSM, et le 1er juillet 1991 le premier appel GSM dans le monde a été fait en Finlande. Le sigle GSM change également de signification pour devenir Global System for Mobile communications. Les spécifications techniques sont ensuite complétées pour pouvoir fonctionner dans la bande des 1 800 MHz.
Au salon Telecom 91 de Genève, au moyen de stations de transmission de base installées en territoire français proche, des démonstrations sont faites de l'utilisation de terminaux GSM embarqués dans des véhicules automobiles.

## Bandes de fréquence GSM

### GSM 850 et 1900
Ils sont présents aux États-Unis et au Canada. Certains pays n'utilisent que la norme GSM 850 (Équateur, Panama…). Le GSM 1900 est également appelé PCS 1900 (Personal Communications Service).

### GSM 900 et 1800
On rencontre ces deux types de réseaux en Europe, notamment, en Belgique, Espagne, France, Allemagne, Italie, Suisse.
Le GSM 900 utilise la bande 880–915 MHz pour l'envoi de la voix ou des données depuis le mobile et la bande 925–960 MHz pour la réception des informations venant du réseau.
Le GSM 1800 utilise la bande 1 710–1 785 MHz pour l'envoi des données depuis le terminal mobile (upload) et la bande 1 805–1 880 MHz pour la réception des informations (download).
Les appareils qui fonctionnent tant en 900 qu'en 1800 sont appelés GSM dual band ou simplement dual band.
Le GSM 1800 est également appelé DCS 1800 (Digital Communication System).

### GSM 450

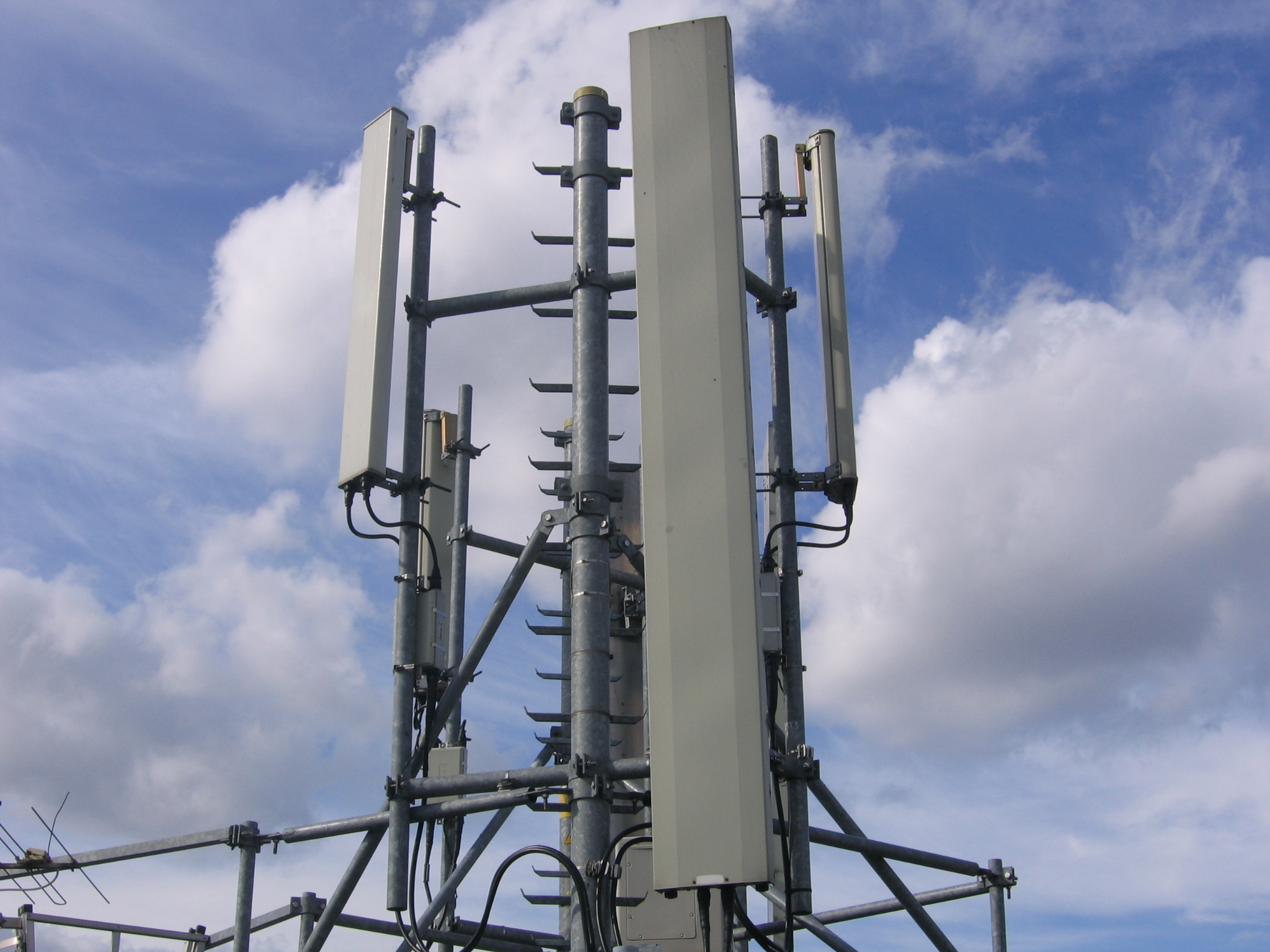
Une antenne relais GSM sur un toit de Paris.

L'implantation d'un réseau GSM en 900 MHz avec une bonne couverture est souvent coûteuse dans les pays en développement. Les étendues à couvrir sont énormes, la densité de population faible par endroits et les moyens financiers pour mettre en place l'infrastructure sont réduits. Le principal problème dans les zones peu peuplées est le nombre élevé de stations de base à installer. Même les pays industrialisés sont confrontés à ce problème de couverture dans les zones rurales.
L'utilisation de fréquences moins élevées augmente sensiblement la portée des stations de base. Ainsi en 450 MHz, leur portée serait près du double de ce qu'elle est en 900 MHz. Ericsson et Nokia ont travaillé au début des années 2000, à la mise au point d'une norme GSM fonctionnant dans la bande de fréquence de 450 MHz et de 480 MHz. Avec ces fréquences, la couverture radio pourrait atteindre 120 km. Ce serait particulièrement adapté aux zones côtières, désertiques ou rurales, là où le trafic est faible et le terrain plat.
Mais cette technologie n'a pas connu de succès commercial ; en 2012 cette bande de fréquence n'est utilisée nulle part pour des réseaux GSM et aucun téléphone compatible GSM-450 n'est commercialisé.

### Attribution de fréquences GSM en France

#### GSM 900 (R-GSM et E-GSM inclus)
Les fréquences dans la bande des 900 MHz peuvent être utilisées pour le GSM et, depuis 2008, pour l'UMTS.
Le réseau GSM-R, est un réseau privé dédié aux communications ferroviaires Sol-Trains. Il est incompatible avec les terminaux GSM ou UMTS « grand public » et donc inaccessible par les abonnés GSM classiques. En France, la bande de fréquences dédiée au GSM-R (876–880 MHz et 921–925 MHz) est attribuée à plusieurs entreprises ferroviaires, notamment à SNCF Réseau et à Eurotunnel qui possèdent chacune leur propre réseau GSM-R.
L'attribution des fréquences GSM, et son évolution sont décrites dans les sections suivantes.

##### Avant mi-2011
Sur l'ensemble du territoire métropolitain et dans certaines zones très denses jusqu'à fin 2012 :

##### Depuis le 12 juillet 2011 (arrivée deFree mobile)
Les opérateurs peuvent partager cette bande de fréquence entre le GSM et l'UMTS. Dans le cas d'une utilisation mixte, les opérateurs disposant de 10 MHz de largeur de bande affectent 5 MHz à l'UMTS et 5 MHz au GSM.
Sur l'essentiel du territoire métropolitain : 

Autour de 13 camps militaires : 

#### GSM 1800

##### Avant le1eroctobre 2013
Sur l'ensemble du territoire métropolitain sauf dans les zones très denses :
Dans les zones très denses:

##### Entre le1eroctobre 2013 et le 24 mai 2016
Bouygues Telecom peut partager sa bande de fréquence réduite à 2 x 21,6 MHz entre GSM et LTE en France métropolitaine :

##### Depuis le 25 mai 2016
Selon les décisions de l'Arcep de juillet 2015, Bouygues Telecom, Orange et SFR peuvent depuis mai 2016 utiliser cette bande de fréquence pour le GSM et pour le LTE.
Depuis 2016, Free dispose de 15 MHz duplex dans cette bande de fréquence utilisable pour le LTE.
Les bandes de fréquence des trois autres opérateurs ont été décalées et réduites à 20 MHz duplex en France métropolitaine :

## Identification des appareils et des abonnés

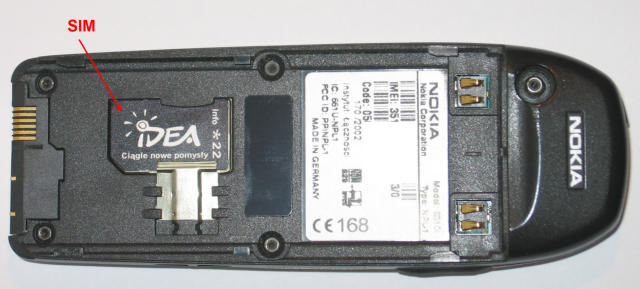
Carte SIM à l'intérieur d'un téléphone, la batterie étant enlevée.

Les téléphones mobiles contiennent une carte SIM amovible qui permet d'identifier l'utilisateur (l'abonné) et optionnellement de stocker un certain nombre de numéros de téléphone. Dans certains terminaux récents la carte SIM peut être remplacée par une carte SIM virtuelle non amovible, l'eSIM.
Chaque appareil (équipement de l'utilisateur) est aussi identifié, quelle que soit sa marque, par un numéro IMEI que l'on obtient, en entrant sur le clavier, la séquence USSD : *#06#. On peut noter cet identifiant IMEI et le signaler à son opérateur, en cas de vol, de façon à procéder à son blocage. Cet identifiant ne doit pas être confondu avec l'IMSI contenu dans la carte SIM.
Le code PIN est le mot de passe de la carte SIM ; le code PUK permet de débloquer une carte SIM, bloquée après l'introduction de 3 codes PIN erronés. Le code PIN2, s'il existe, est un mot de passe pour un sous-ensemble de fonctions précises de la carte SIM ; le code PUK2 lui est associé, de la même manière.
Sur un réseau cellulaire, un appareil est identifié via un code TMSI (Temporary Mobile Station Identifier) dérivé du code IMSI. Grâce à ce système de IMSI/TMSI, un téléphone portable ne voit pas son numéro d'appel divulgué sur le réseau radio, ce qui garantit la confidentialité des appels : comme les TMSI changent souvent et sont alternativement attribués à plusieurs terminaux, une personne interceptant le trafic a très peu de chance d'associer un numéro de téléphone à un TMSI.

## Architecture réseau et protocole

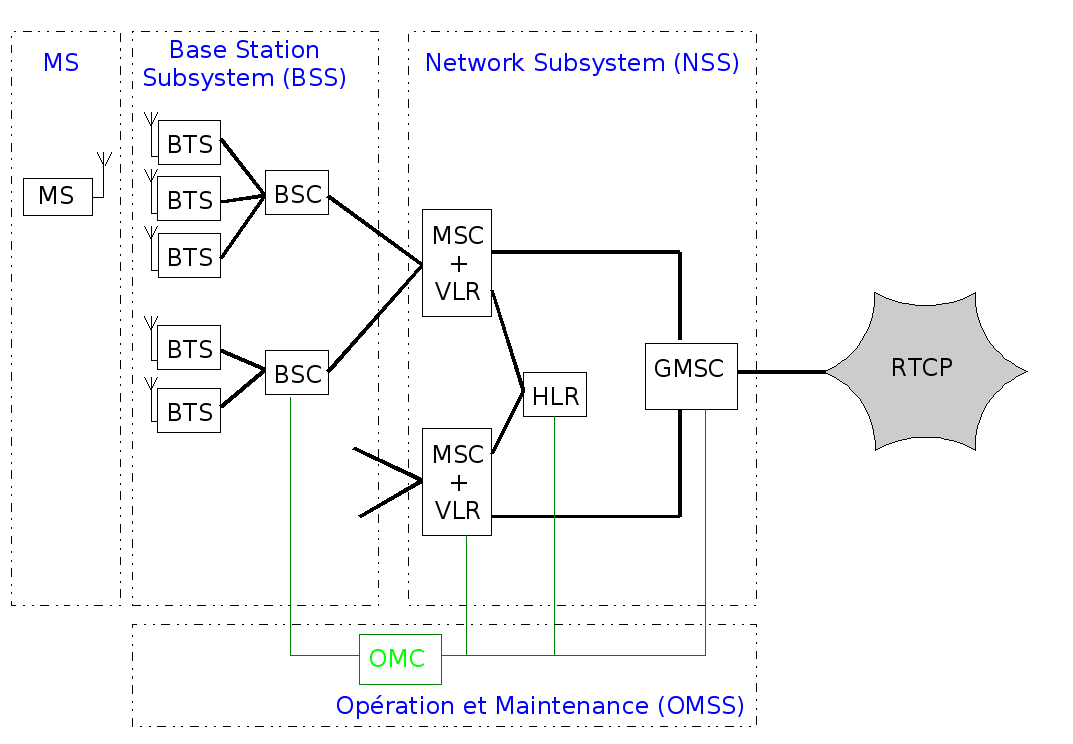
Structure simplifiée des réseaux GSM (sans GPRS).

Le réseau spécifique pour le GSM s'appelle PLMN (Public Land Mobile Network), chaque opérateur ayant le sien propre. Il est relié au Réseau Téléphonique Commuté Public (RTCP), mais aussi directement aux autres réseaux de téléphonie mobile (UMTS, LTE) et à ceux des autres opérateurs.

### Communication entre le téléphone mobile et la station de base
L'AMRT (accès multiple à répartition dans le temps ou en anglais, TDMA pour Time division multiple access) et l'AMRF (accès multiple à répartition en fréquence ou en anglais, FDMA pour Frequency Division Multiple Access) sont utilisées pour permettre à plus d'utilisateurs d'être connectés aux stations de base sans saturer le réseau.

### Caractéristiques de l'interface radio
Le GSM utilise deux bandes de fréquences, l'une pour la voie montante (TX), l'autre pour la voie descendante (RX) auxquelles s'intègrent des canaux de signalisation ; la puissance du signal est modulée selon la distance entre l'antenne et le GSM considéré, ce qui permet d'avoir une estimation de la distance entre un utilisateur et l'antenne.
La bande 880–915 MHz est utilisée en Europe, pour la voie montante, tandis que la bande 925–960 MHz est utilisée pour la voie descendante. Chacune de ces bandes comprend 175 porteuses (canaux) espacées de 200 kHz entre elles ; elles sont, en France, réparties entre quatre opérateurs (voir fréquences GSM en France). La modulation utilisée sur ces porteuses est la GMSK, qui permet d'éviter les chevauchements de porteuses.
Chaque porteuse comporte huit time slots (TS). Ils durent environ 577 μs. Les canaux physiques servant à émettre la voix (ou la signalisation) sont ces slots.
Chaque porteuse a un débit brut de 271 kbit/s, tandis que les canaux physiques ont un débit brut de 33,8 kbit/s. Le débit utile est quant à lui de 24,7 kbit/s en GSM. Ce débit est plus élevé avec les normes, optimisées pour le transfert de données GPRS et EDGE qui dérivent du GSM et utilisent les mêmes bandes de fréquence et les mêmes antennes-relais.
Le plan de fréquence GSM est assez complexe car il faut répartir les longueurs d'onde utilisées entre les antennes de manière à éviter un effet de mise en résonance qui brouillerait les communications. Donc, la portée des antennes ainsi que la distribution des longueurs d'onde est un travail assez délicat afin que les cellules ne se brouillent pas entre elles (une cellule = la surface radiante d'une antenne).
Dans la pratique, s'il est placé en limite de cellule radio, un GSM peut voir jusqu'à 7 antennes, celle à laquelle il est actuellement attaché et 6 en réserve sur lesquelles il pourra permuter en cas de déplacement, dès que la puissance d'émission nécessaire pour communiquer avec l'une des antennes de réserve deviendra plus faible que celle nécessaire pour atteindre son antenne actuelle ; une règle étant d'utiliser en permanence l'énergie minimale pour communiquer.

## Services
Le réseau GSM permet plusieurs services :
- la voix ;
- les données (le WAP, le Fax ou bien les fonctions d'un modem filaire classique) ;
- les messages écrits courts ou SMS ainsi que leur successeur, le MMS ou Multimedia Messaging Service ;
- le Cell Broadcast (diffusion dans les cellules), qui permet d'envoyer le même SMS à tous les abonnés à l'intérieur d'une zone géographique ;
- les services supplémentaires (renvois d'appels, présentation du numéro, etc.) ;
- les services à valeur ajoutée, par exemple les services de localisation (Location Based Services), d'information à la demande (météo, horoscope), de banque (consultation de compte, recharges de compte prépayées).

## Couverture GSM dans le monde
Les réseaux GSM sont implantés sur une large portion de la surface terrestre ; une condition nécessaire de connexion à un réseau est la disponibilité de stations de base (« cellules radio ») à proximité de l'emplacement du téléphone mobile (la charge de la batterie du téléphone influence également la portée de réception). Ainsi, les zones faiblement peuplées (haute montagne, larges campagnes, déserts), les hautes altitudes (en avion par exemple), les cavités terrestres (grottes, tunnels) et la mer (au-dessus comme en dessous de la surface) sont souvent dépourvues d'accès réseau GSM.
Les réseaux GSM (Global System for Mobile Communications) couvrent 219 pays ou territoires en 2014.
En 2016, l’association GSMA comptabilisait pour les réseaux mobiles GSM et dérivés (UMTS et LTE) 4,8 milliards d’utilisateurs uniques et 7,9 milliards de cartes SIM connectables à travers le monde.

### Europe
En Allemagne, quatre opérateurs coexistaient :
- l'opérateur historique, T-Mobile, filiale de Deutsche Telekom ;
- Vodafone, filiale du géant britannique des télécommunications ;
- E-Plus, filiale du groupe néerlandais KPN, E-Plus opérait ses services de téléphonie mobile sous la marque BASE ;
- O2, filiale de l'espagnol Telefónica.

Les réseaux E-Plus et O2 ont fusionné en 2014 sous la marque O2 ; l'Allemagne passe alors à 3 opérateurs à la suite de l'acquisition d'E-Plus par Telefònica.
En Belgique, il existe trois opérateurs : Base, Orange, Proximus. GSM ou plus familièrement G est également l'expression couramment utilisée pour désigner un téléphone mobile en Belgique, tant francophone que néerlandophone.
- Proximus, anciennement Belgacom, est l'opérateur historique (Vodafone possédait une participation de 25 %, mais celle-ci a été rachetée par Belgacom en août 2006). Proximus détient le plus grand nombre de clients pour la téléphonie mobile : 4 200 000 en décembre 2004, soit 52 % de part de marché. Il avait commencé à offrir des services pour le 900 MHz puis pour le 1 800 MHz.
- Orange, anciennement Mobistar, est une entreprise créée en 1995 par France Télécom avec le groupe belge Telinfo, elle a également commencé à offrir des services pour le 900 MHz avant de proposer aussi le 1 800 MHz.
- Base, (détenu par Telenet Group), est le dernier opérateur à apparaître sur le marché belge. Il a dès le début proposé le 1 800 MHz mais sans offrir le 900 MHz.

En Espagne, il existe quatre opérateurs :
- Movistar (filiale de Telefónica), qui détient 38,24 % de part de marché ;
- Vodafone España (filiale de Vodafone), 28,42 % de part de marché ;
- Orange (filiale de Orange ex France Télécom), 20,21 % de part de marché ;
- Yoigo (filiale de TeliaSonera), 5,19 % de part de marché.

En France, il existe quatre opérateurs : 
- Orange France, est une filiale de Orange (anciennement France Télécom), l'opérateur historique de téléphonie fixe français. Elle s'appelait autrefois France Télécom Mobile, et opérait sous les trois marques Itineris, Ola et Mobicarte (26,5 millions d'abonnés mobiles en 2012[14]) ;
- SFR (groupe SFR-Cegetel) est un opérateur privé de téléphonie mobile qui a été vendu à Numericable en 2014 par son ancien propriétaire Vivendi ;
- Bouygues Telecom est une filiale du groupe Bouygues, lequel est propriétaire notamment de la chaîne de télévision TF1 ;
- Free mobile est une filiale du groupe Iliad, lequel est propriétaire notamment du fournisseur d'accès à Internet Free ; il a proposé ses premières offres mobiles le 10 janvier 2012.

Les trois premiers réseaux proposent un accès aux services mobiles en mode GSM et GPRS/EDGE sur les bandes de fréquences de 900 MHz et 1 800 MHz, et en mode UMTS, maintenant complété par la technologie plus récente 4G LTE pour Orange, SFR, Bouygues Telecom et Free mobile. Le réseau de Free mobile utilise la norme 3G UMTS sur les bandes de fréquence des 900 MHz et 2 100 MHz, et la norme LTE sur les bandes de fréquence des 700 MHz, 1 800 MHz et 2 600 MHz ; il n'est pas compatible GSM. Les abonnés Free mobile ont cependant accès aux réseaux GSM/EDGE et UMTS d'Orange grâce à un accord d'itinérance signé entre les deux opérateurs.
Au Royaume-Uni, il y a quatre opérateurs, à la suite de la fusion d'Orange et de T-Mobile.
- Everything-Everywhere (EE), premier opérateur britannique, était une coentreprise détenue à 50 % par Orange (ex France Telecom) et par T-Mobile (filiale de Deutsche Telekom), qui ont continué à vendre des forfaits et des cartes prépayées sous leur propre marque, à côté des forfaits 4G proposés par EE. Le 16 décembre 2014, BT Group (ex British Telecom) est entré en négociations exclusives avec Orange et Deutsche Telekom puis a racheté les activités d'EE en 2015.
- O2, filiale de l'opérateur espagnol Telefónica ;
- Vodafone, un opérateur mobile britannique, leader européen sur le marché de la téléphonie mobile.
- Three (3), dont le logo représente le chiffre 3.

En Italie, il existe quatre opérateurs :
- Iliad Italia ;
- TIM Telecom Italia Mobile ;
- Vodafone ;
- Wind Tre (Wind et 3 Italia ont fusionné en 2016).

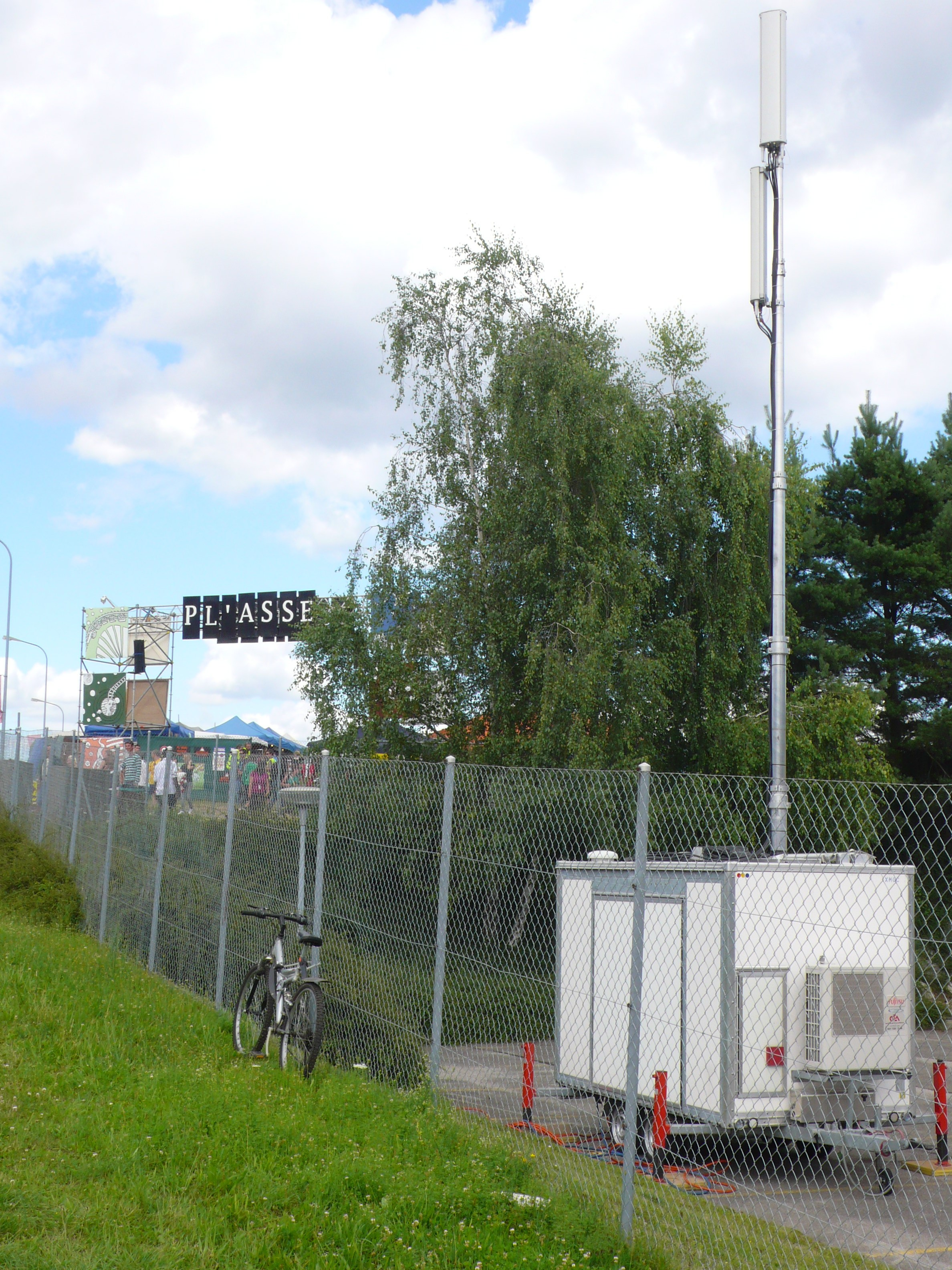
Une antenne mobile pour GSM, en Suisse.

La Suisse compte trois opérateurs de mobiles :
- Swisscom Mobile ;
- Sunrise - qui a racheté Télé2 mobile ;
- Salt.

Le Portugal compte trois opérateurs de téléphonie mobile :
- MEO, opérateur du Groupe Portugal Telecom ;
- NOS ;
- Vodafone Portugal, une filiale du groupe Vodafone.

### Afrique
En République démocratique du Congo, il existe cinq opérateurs de télécommunication : 
- Vodacom du groupe Vodafone ;
- Airtel ;
- Orange et Tigo (ces deux opérateurs travaillent en partenariat et sont considérés dans le pays comme une même entreprise ) ;
- Africell

Au Maroc, il existe trois opérateurs :
- Maroc Telecom, filiale d'Etisalat Emirates premier opérateur par le nombre de clients GSM/UMTS/HSDPA, offre ses services dans la bande 900 MHz, 18,328 millions d'abonnés (2013) ;
- Orange Maroc, le 2e opérateur GSM/UMTS/HSDPA au Maroc, anciennement Meditel, offre ses services dans la bande 900 MHz, 12,860 millions d'abonnés GSM (2013) ;
- Inwi, le 3e opérateur GSM/EDGE/UMTS/HSDPA/HSPA+ entré sur le marché en février 2010, détenu par le groupe marocain ONA en partenariat avec l'opérateur koweïtien Zain qui en contrôle 31 %, offre ses services GSM dans les bandes 900 MHz et 1 800 MHz, 12,192 millions d'abonné (2013).

En Algérie, il y a trois opérateurs : 
- Mobilis, le plus ancien des trois. Filiale de l'opérateur historique Algérie Télécom (10 millions d'abonnés), en 2010 ;
- Djezzy, détenu par l'égyptien Orascom Telecom Holding (15 millions d'abonnés) en février 2011 ;
- Ooredoo Algérie, détenu par le groupe Ooredoo (10 millions d'abonnés) en 2014.

En Tunisie, il y a trois opérateurs :
- Tunisie Télécom : opérateur historique en Tunisie fort de 4,6 millions d'abonnés GSM (2010) ;
- Ooredoo : 1er opérateur GSM privé, fort de plus 5,8 millions d'abonnés (2010), détenu par le groupe Ooredoo ;
- Orange Tunisie : 3e opérateur GSM/UMTS en Tunisie détenu par France Telecom, 800 000 clients GSM (2010).

Au Togo, il existe deux opérateurs :
- Togocel : premier opérateur de téléphonie mobile GSM au Togo, filiale de la Société des télécommunications du Togo (Togo Télécom).Il offre le GSM/GPRS/EDGE et la 3G ;
- Moov : préalablement nommé Telecel.

Au Sénégal, il existe trois opérateurs :
- Orange ;
- Tigo ;
- Expresso.

Au Congo, il existe quatre opérateurs :
- Airtel, filiale du Groupe Bharti Airtel ;
- MTN Congo  ;
- Warid Congo ;
- Azur Congo, filiale du Groupe BINTEL.

En Mauritanie, il existe trois opérateurs :
- Mattel, la Mauritano-Tunisienne des Télécommunications ; le premier opérateur privé qui s'est installé dans le pays au mois d'octobre 2000 et qui compte à peu près 400 000 abonnés (un sixième de la population) ;
- Mauritel Mobile, un opérateur dont l'État mauritanien détient la moitié ; filiale de Maroc Telecom et qui compte 500 000 abonnés (un cinquième de la population). Le 12 avril 2001, à la suite d'un appel d'offres international lancé par le Gouvernement mauritanien, Maroc Telecom l'opérateur historique au Maroc acquiert 54 % du capital de Mauritel SA ;
- Chinguitel, le nouveau-né ; une filiale du géant soudanais Sudatel. Chinguitel s'est implanté en 2007. Il compte déjà plus de 150 000 abonnés.

Au Niger il existe quatre opérateurs :
- le premier opérateur privé qui s'est installé est Celtel Niger filiale du groupe Bharti Airtel opérant sous la marque Airtel ;
- second opérateur : « sahel com » ;
- troisième opérateur Moov connu sous le nom de Telecel ;
- enfin en 2008, le réseau Orange s'est installé au Niger.

Le Burkina Faso compte trois opérateurs : 
- Telmob, filiale de l'Office National des Télécommunications (ONATEL), l'opérateur historique ;
- Airtel (Celtel Burkina), filiale de Bharti Airtel, opérateur d'origine indienne ;
- Telecel Faso.

Au Mali, il existe deux opérateurs :
- Malitel : premier opérateur de téléphonie mobile GSM au Mali, filiale de la Société des télécommunications du Mali (SOTELMA) ;
- Orange Mali : préalablement nommé Ikatel, Orange Mali couvre plus de 700 localités au Mali. Il offre GSM/GPRS/EDGE.

La Côte d'Ivoire compte 3 opérateurs :
- MTN Côte d'Ivoire : premier opérateur de pays (Ex Telecel CI) ;
- Orange CI : second opérateur, première filiale du groupe Orange en Afrique de l'Ouest, offrant la plus large couverture réseau du pays (Ex IVOIRIS) ;
- Moov Côte d'Ivoire : l'opérateur Émirati a su s'imposer dans un secteur déjà concurrentiel. Il perdure aujourd'hui à la 3e place des opérateurs et offre à ses abonnés une communication satellitaire

Au Cameroun il existe 3 opérateurs principaux :
- le premier opérateur est Orange Cameroun, filiale du groupe Orange avec 3,6 millions d'abonnés et +7,4 % en 2012[15] ;
- le second opérateur : MTN Cameroun ;
- le troisième opérateur : Nexttel, de l'opérateur vietnamien Viéttel.

### Amérique
Les États-Unis qui utilisaient, pour des raisons historiques, une autre norme : le CDMA, possèdent depuis 2004, via les réseaux nationaux des opérateurs AT&T et T-Mobile une couverture GSM / UMTS de quasiment tout le territoire.

### Opérateurs virtuels
Il existe également des opérateurs virtuels qui n'ont pas d'infrastructure radio GSM, ni de bande de fréquence attribuée mais qui utilisent en location les réseaux des autres opérateurs : les MVNO.

## Sécurité

### Authentification
Le réseau GSM possède la particularité de n'authentifier que l'utilisateur, à l'aide de la carte SIM. Le 
téléphone n'authentifie pas le réseau.
Il est alors possible de mener des attaques de type IMSI-catcher ou de l'homme du milieu afin d'intercepter les communications.

### Algorithme A5/1
Le 28 décembre 2009, un ingénieur logiciel et expert de chiffrement, Karsten Nohl, a révélé lors du Chaos Communication Congress que lui et un groupe avaient « cassé » le code de chiffrement GSM, A5/1. Leur attaque démontrait la possibilité de décrypter en quasi temps réel les communications. Malgré cela, des responsables du développement du GSM ont indiqué que, même si l'algorithme est maintenant accessible à tous, intercepter un appel reste compliqué,.

## Couverture réseau
Beaucoup de prestataires de téléphonie mobile proposent sur leur site une page permettant de connaître pour chaque type de transmission (2G, 3G) les zones de réception. Celles-ci sont dans de nombreux cas surévaluées. Pour cette raison il existe plusieurs projets qui ont pour but de construire ce type de carte à partir de l'information fournie par la réception réelle des téléphones et smartphones intégrant un GPS ; on peut trouver par exemple :
- l'Agence nationale des fréquences (ANFR) a un site web qui présente une carte d'implantation des antennes 2G et 3G en France : Cartoradio ;
- Opensignalmaps[20] : Utilise une application (Android) pour récupérer les informations d'intensité de signal (pour les États-Unis, l'Angleterre, l'Italie, l'Espagne, l'Allemagne et partiellement en France) ;
- Sensorly fournit des cartes de couverture[21] multiplateformes et multi opérateurs pour la France et l'Europe.